# 斜基原始观音座莲
斜基原始觀音座蓮（学名：Archangiopteris subintegra）为觀音座蓮科原始觀音座蓮屬下的一个种。

## 扩展阅读
- 維基物種上的相關：斜基原始觀音座蓮